# Mordedura de serpente
Uma mordedura de serpente é uma lesão causada pela mordedura de uma serpente, particularmente a de uma serpente venenosa. Um dos sinais mais evidentes de que a mordedura foi feita por uma serpente é a presença na ferida de dois orifícios causados pelas presas do animal. Em alguns casos o animal injeta veneno durante a mordedura. A injeção de veneno pode causar vermelhidão, inchaço e dor intensa no local, sintomas que geralmente se manifestam no prazo de uma hora. Estes sintomas podem ser acompanhados de vómitos, formigueiro dos membros e suores. A maior parte das mordeduras acontece nas mãos e nos braços. É também comum a sensação de medo, ritmo cardíaco acelerado e sensação de desmaio. O veneno pode causar hemorragias, insuficiência renal, uma reação alérgica grave, morte dos tecidos à volta da ferida ou problemas respiratórios. As mordeduras podem ainda resultar em amputação ou outros problemas crónicos. O prognóstico depende da espécie de serpente, da área do corpo mordida, da quantidade de veneno injetada e do estado de saúde da pessoa mordida. Os problemas são geralmente mais graves em crianças do que em adultos, devido ao seu menor tamanho.
As serpentes mordem tanto para caçar como para se proteger. Entre os fatores de risco estão trabalhos manuais no exterior, como no caso de profissões ligadas à agricultura, floresta e construção. As mordeduras de serpentes mais comuns são as causadas por alepídeos (como as cobras, mambas e Bungarus), víboras e cobras de água. A maioria das espécies de serpentes não tem veneno e mata as presas sufocando-as. As serpentes venenosas estão presentes em todos os continentes, exceto na Antártida. Em muitos casos não é possível determinar que tipo de serpente causou a mordedura. A Organização Mundial de Saúde afirma que as mordeduras de serpente são um problema de saúde pública negligenciado em muitos países tropicais e sub-tropicais.
A prevenção de mordeduras de serpente consiste em usar calçado protetor, evitar áreas de habitat das serpentes e evitar o manuseamento de serpentes. O tratamento depende em parte do tipo de serpente. É recomendado lavar a ferida com água e sabão e manter imobilizado o membro afetado. Não é recomendado tentar sugar o veneno, cortar a ferida com uma faca ou aplicar um torniquete. Os antivenenos são eficazes para prevenir a morte por mordeduras, embora em muitos casos estejam associados a efeitos secundários. O tipo de antiveneno a ser administrado depende da serpente. Quando se desconhece o tipo de serpente, geralmente são administrados antivenenos para os tipos de serpente mais comuns na região. Em algumas regiões do mundo pode ser difícil obter o antiveneno mais adequado, o que contribui para que em alguns casos não sejam eficazes. Outro problema é o elevado custo associado a estes medicamentos. Os antivenenos têm pouco efeito na área que envolve a própria ferida. Em alguns casos mais graves pode ser necessária ventilação mecânica.
O número de mordeduras de serpentes venenosas em cada ano pode chegar aos cinco milhões. Destes casos, cerca de 2,5 milhões são mordeduras venenosas responsáveis por 20 000–125 000 mortes. A frequência e gravidade das mordeduras varia significativamente entre as diversas regiões do mundo. As mordeduras são mais comuns em África, na Ásia e na América Latina, principalmente nas áreas rurais. As mortes são relativamente raras na Austrália, Europa e América do Norte. Por exemplo, nos Estados Unidos são mordidas por serpentes venenosas cerca de sete a oito mil pessoas por ano, mas apenas morrem cerca de cinco pessoas (1 em cada 65 milhões).